# Fetish Con

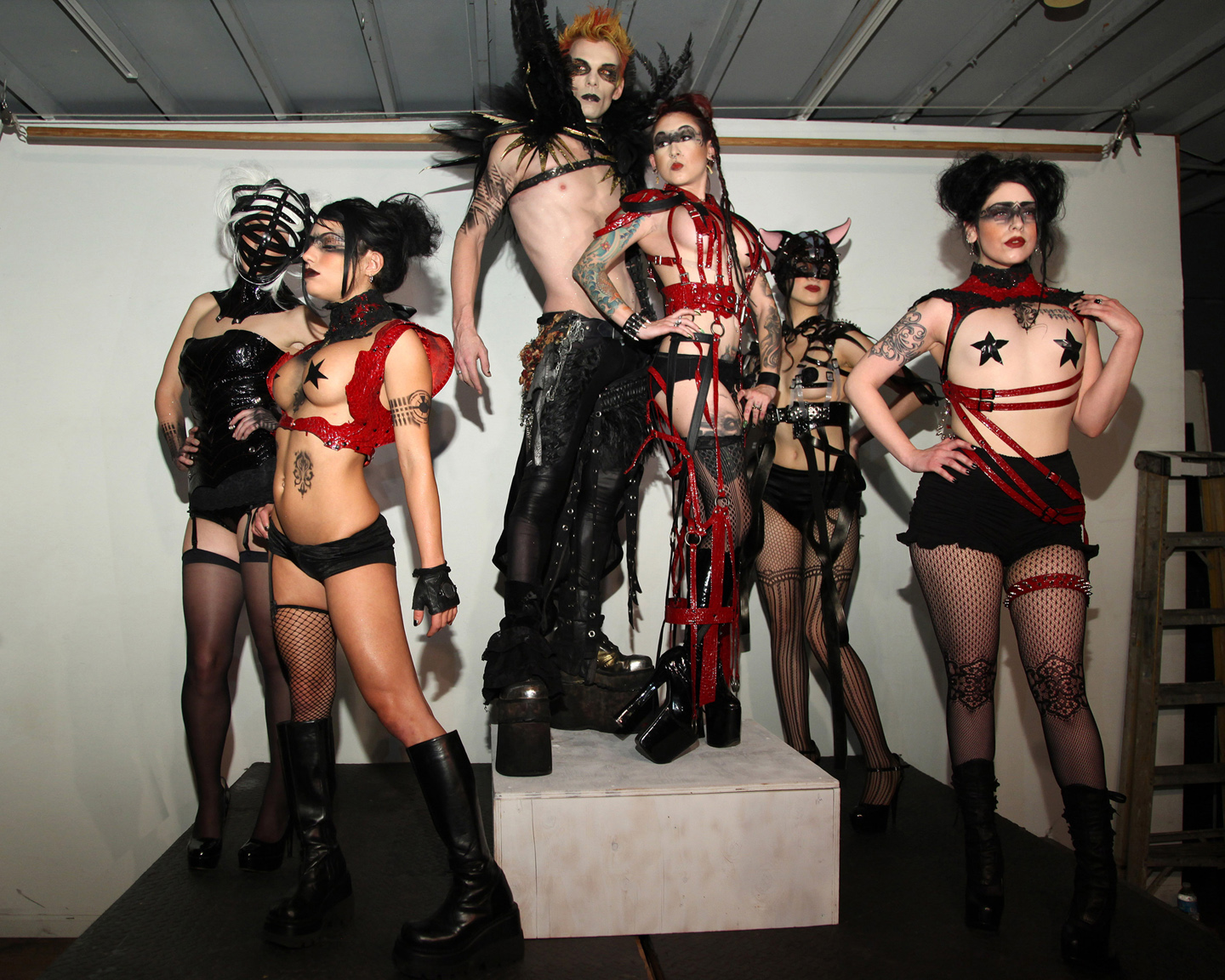
Fetish móda od návrháře Perishe Dignama, 2012

Fetish Con je americký každoroční festival zaměřený na vytváření povědomí o zábavním průmyslu pro dospělé. V rámci akce probíhají přednášky a kurzy pro širokou veřejnost a dochází k maloobchodnímu prodeji tematického oblečení a hraček pro dospělé.
Fetish Con se prvně konal v roce 2001 v New Yorku, tehdy ještě pod názvem Bond Con. Od roku 2004 se konal ve městě Tampa na Floridě a v roce 2015 se přestěhoval do floridského St. Pete.